# Paropsides
Paropsides là một chi bọ cánh cứng trong họ Chrysomelidae.
Chi này được miêu tả khoa học năm 1860 bởi Motschulsky.

## Các loài
Các loài trong chi này gồm:
- Paropsides allyna Daccordi, 2003
- Paropsides catherinae Daccordi & De Little, 2003
- Paropsides elegans Daccordi, 2003
- Paropsides monicae Daccordi, 2003
- Paropsides opposita Daccordi, 2003